# オルダニー語
オルダニー語（Auregnais、Aoeur'gnaeux または Aurignais）は、インド・ヨーロッパ語族西ロマンス語オイル語のノルマン・フランス語に属す言語である。かつて英仏海峡のチャンネル諸島のガーンジーのオルダニー島で話されていた。ジャージー語、ガーンジー語、サーク語といった近隣の島々の言語やノルマン・フランス語に属する大陸のノルマンディー地方の言語と近い関係である。1960年頃に消滅を迎えた。
現在、オルダニー語について知る手がかりはほとんどなく、オルダニー島の地名、一つの録音記録のみぐらいである。言語学者はオルダニー語の消滅を最近の言語消滅の中で最悪な事例と考えている
。